# I. Roman kijevi nagyfejedelem
I. Roman Rosztyiszlavics (oroszul: Роман Ростиславич), (1150 k. – 1180. június 14.) kijevi nagyfejedelem 1171-től 1173-ig és 1175-től 1177-ig.

## Részvétele a belháborúban
Roman I. Rosztyiszláv nagyfejedelem (feltehetően) legidősebb fia volt. Az 1140-50-es évek trónharcában Izjaszláv Msztyiszlavicsot támogatta, 1151-ben segített neki megvédeni Kijevet Jurij Dolgorukij ellenében, a következő évben pedig a Jurij-párti novgorod-szeverszkiji fejedelem (saját apósa) ellen harcolt.
Izjaszláv halála után rövid időre Roman apja lett a nagyfejedelem; Roman ekkor Novgorodot kormányozta. 1158-ban a polocki fejedelmek belviszályába avatkozott be. 1167-ben megörökölte apjától a Szmolenszki fejedelemséget. 1169-ben Andrej Bogoljubszkij kijevi, majd a következő évben a balul végződő novgorodi hadjáratához csatlakozott.

## Kijevi nagyfejedelemségei
1171-ben, Gleb és III. Vlagyimir nagyfejedelmek halála után a Rusz északkeleti részén uralkodó hatalmas vlagyimiri herceg, Andrej Bogoljubszkij az addig hozzá hűséges Romant ültette a kijevi trónra. Két évvel később azonban, mivel Roman megtagadta, hogy Andrej öccse, Gleb állítólagos megmérgezésével gyanúsított bojárokat kiadja, Andrej Bogoljubszkij felszólította őt, hogy hagyja ott Kijevet és térjen vissza Szmolenszkbe. Roman engedelmeskedett, de aztán fivéreivel együtt úgy döntött, hogy dacolni fog a királycsináló Bogoljubszkijjal. Foglyul ejtették Andrej öccsét és újabb nagyfejedelem-jelöltjét, Vszevolodot és ideiglenesen Roman testvére, Rurik foglalta el a trónt. Andrej Bogoljubszkij nagy sereggel Kijev ellen indult, de Visgorod ostroma közben a felmentő erők és a városvédők megfutamították a katonáit és sokan a Dnyeperbe fulladtak. A kényelmetlen nagyfejedelmi trónra a felmentő sereget vezető Jaroszlav Izjaszlavicsot ültették; majd amikor a következő évben bojárjai meggyilkolták Andrej Bogoljubszkijt és elmúlt a veszély, Roman visszavette Jaroszlavtól Kijevet, Szmolenszket pedig átadta legidősebb fiának.
1176-ban a kunok szétvertek egy orosz sereget, amelyet Roman öccsei, David és Rurik vezettek. A vereségért Davidot okolták és Szvjatoszláv csernyigovi fejedelem követelte, hogy állítsák őt bíróság elé és fosszák meg minden birtokától. Roman erre nem volt hajlandó és Szvjatoszláv nyomására kénytelen volt lemondani a nagyfejedelemségről és átadni azt a csernyigovi hercegnek.
Roman Rosztyiszlavics 1180-ban halt meg Szmolenszkben.

## Családja és gyermekei
Roman 1149-ben vette feleségül Szvjatoszláv Olgovics novgorod-szeverszkiji fejedelem lányát. Gyermekeik: 
- Jaropolk (†1177 után), szmolenszki fejedelem
- Msztyiszláv (†1223. június 2.), kijevi nagyfejedelem
- ismeretlen nevű lány, feleségül ment Vszeszláv Vaszilkovics polocki fejedelemhez

## Fordítás
- Ez a szócikk részben vagy egészben  a(z)   Роман Ростиславич című orosz Wikipédia-szócikk ezen változatának fordításán alapul.  Az eredeti cikk szerkesztőit annak laptörténete sorolja fel. Ez a jelzés csupán a megfogalmazás eredetét és a szerzői jogokat jelzi, nem szolgál a cikkben szereplő információk forrásmegjelöléseként.